# Symplecta (Psiloconopa) bisulca
Symplecta (Psiloconopa) bisulca is een tweevleugelige uit de familie steltmuggen (Limoniidae). De soort komt voor in het Nearctisch gebied.